# شهرستان پرت (کانزاس)
شهرستان پرت، کانزاس (به انگلیسی: Pratt County, Kansas) شهرستانی در ایالات متحده آمریکا می باشد که در کانزاس واقع شده‌است.